# Demetrius Grosse
Demetrius Grosse (ur. 26 lutego 1981 w Waszyngtonie) – amerykański aktor filmowy, serialowy i dubbingowy.

## Filmografia
- Wzór (2005) jako U.S. Marshal[2]
- The Unsuccessful Thug (2006) jako Grill[2]
- Dexter (2006) jako Alex Timmons / Morgue Attendant[2]
- Sofia for Now (2006) jako Postal Clerk[2]
- Studio (2007) jako pan Banks[2]
- Ostry dyżur (2008–2009) jako oficer Newkirk[2]
- Herosi (2008) jako Samedi / Baron Samedi[2]
- Wojna karteli (2010) jako Eric Carter[2]
- Slice (2011) jako Detective Love[2]
- L.A. Noire (2011) jako Jermaine Jones (głos)[2]
- The Inheritance (2011) jako Ancestor Henry[2]
- Justified: Bez przebaczenia (2012–2015) jako Errol[2]
- Banshee (2013–2014) jako Deputy Emmett Yawners[2]
- Banshee Origins (2013) jako Deputy Emmett Yawners[2]
- Ratując pana Banksa (2013) jako Bartender[2]
- Bitwa roku (2013) jako Scott[2]
- Grow (2013) jako Tre[2]
- This Is Martin Bonner (2013) jako Locy[2]
- Straight Outta Compton (2015) jako Rock[2]
- Westworld (2016) jako Deputy Foss[2]
- NBA 2K17 (2016) jako Washington Falls (głos)[2]
- Uśpieni (2016) jako Terry Suggs / Terry[2]
- 13 godzin: Tajna misja w Benghazi (2016) jako DS Dave Ubben[2]
- The Brave (2017–2018) jako Ezekiel 'Preach' Carter[2]
- Fight Your Way Out (2017) jako Tariq „TKO” Robinson / Narrator[2]
- Frontier (2017) jako Charleston[2]
- Rampage: Dzika furia (2018) jako Colonel Blake[2]
- Love Jacked (2018) jako Mtumbie[2]